# شیرجه در المپیک تابستانی ۱۹۷۶
شیرجه در بازی‌های المپیک تابستانی ۱۹۷۶ نام رویداد ورزش شیرجه در بازی‌های المپیک تابستانی بود که در سال ۱۹۷۶ برگزار شد.

## جدول مدال‌ها
| رتبه | کشور                      | طلا | نقره | برنز | مجموع |
| ۱    | ایالات متحده آمریکا (USA) | ۲   | ۱    | ۲    | ۵     |
| ۲    | ایتالیا (ITA)             | ۱   | ۱    | ۰    | ۲     |
| ۳    | اتحاد شوروی (URS)         | ۱   | ۰    | ۲    | ۳     |
| ۴    | آلمان شرقی (GDR)          | ۰   | ۱    | ۰    | ۱     |
| ۴    | سوئد (SWE)                | ۰   | ۱    | ۰    | ۱     |

## کشورهای شرکت کننده
| - استرالیا (۴) - اتریش (۳) - برزیل (۱) - کانادا (۹) - چکسلواکی (۱) - آلمان شرقی (۷) - اکوادور (۱) - فرانسه (۲) - بریتانیای کبیر (۴) - ایتالیا (۴) - ژاپن (۳) | - کویت (۲) - مکزیک (۵) - نیوزیلند (۱) - اتحاد شوروی (۱۱) - اسپانیا (۳) - سوئد (۳) - تایلند (۱) - ترکیه (۱) - ایالات متحده آمریکا (۱۱) - ونزوئلا (۱) - آلمان غربی (۴) |